# Azteca bequaerti
Azteca bequaerti este o specie de furnică din genul  Azteca. Descrisă de Wheeler & Bequaert în 1929, specia este endemică pentru Brazilia și Peru.